# Uruguay na zimních olympijských hrách
Uruguay na zimních olympijských hrách startuje od roku 1998. Toto je přehled účastí, medailového zisku a vlajkonošů na dané sportovní události.

## Účast na Zimních olympijských hrách
| Dějiště ZOH            | ZOH      | Vlajkonoš           | Zlatá medaile | Stříbrná medaile | Bronzová medaile | Celkem |
| ---------------------- | -------- | ------------------- | ------------- | ---------------- | ---------------- | ------ |
| 1998 Nagano            | ZOH 1998 | Gabriel Hottegindre |               |                  |                  | 0      |
| Celkem                 | 1        |                     | 0             | 0                | 0                | 0      |
| Zdroj na Olympedia.org |          |                     |               |                  |                  |        |